# Altıntepe (Sarayköy)
Altıntepe (türkisch für Goldhügel) ist ein Dorf im Landkreis Sarayköy der türkischen Provinz Denizli. Altıntepe liegt etwa 19 km nordwestlich der Provinzhauptstadt Denizli und 26 km südöstlich von Sarayköy. Altıntepe hatte laut der letzten Volkszählung 462 Einwohner (Stand Ende Dezember 2010).